# Gauliga Württemberg
Die Gauliga Württemberg (1939–1941 offiziell Sportbereichsklasse Württemberg) war eine von 16 obersten Fußballligen in Deutschland nach der nationalsozialistischen Machtergreifung.

## Geschichte

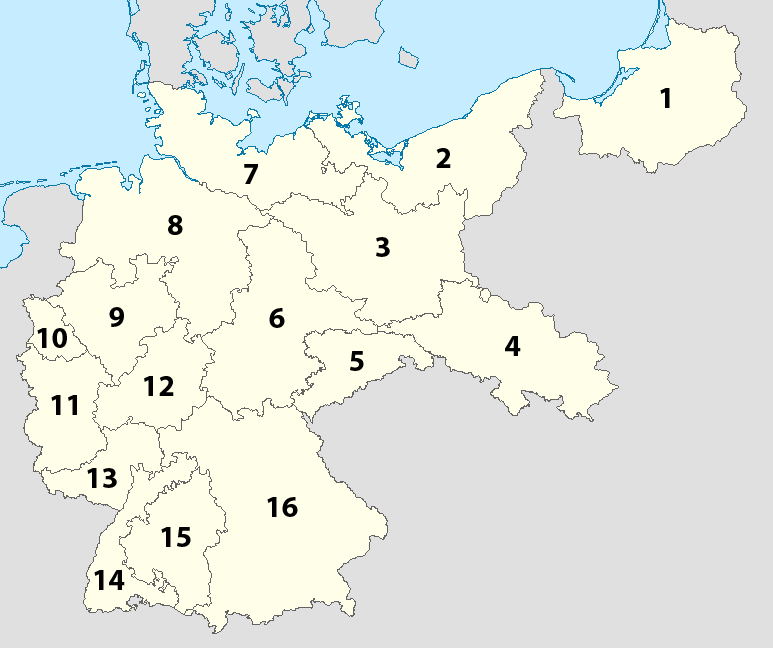
Die Gau-Einteilung 1933,
Nr. 15 = Württemberg

Die Einteilung der Mannschaften zur Gauliga Württemberg ab 1933 orientierte sich am Reichsgau Württemberg-Hohenzollern. In der ersten Spielzeit 1933/34 spielten neun Mannschaften um den Endrundenteilnehmer zur deutschen Meisterschaft, ab der folgenden Saison nahmen zehn Mannschaften teil. 1940 wurde die Liga in zwei Staffeln geteilt, in der jeweils sechs Mannschaften spielten. Die jeweiligen Staffelsieger spielten den württembergischen Meister und Teilnehmer zur Endrunde aus. Ab 1941 gab es wieder nur noch eine Staffel. Zunächst traten darin zwölf Mannschaften gegeneinander an, ab 1942 waren wieder nur zehn Klubs in der Liga vertreten. Die Spielzeit 1944/45 wurde wegen der Kriegswirren abgebrochen.
Ab der Spielzeit 1938/39 wurden die Vereine des österreichischen Bundeslandes Vorarlberg dem Bezirk Bodensee im Sportbereich Württemberg zugeordnet. Allerdings stieg keiner der vorarlbergischen Vereine in die Gauliga auf.
Der VfB Stuttgart war die einzige Mannschaft der Gauliga Württemberg, die bis ins Endspiel um die deutsche Meisterschaft vordringen konnte. Am 23. Juni 1935 wurde das Finale in Köln jedoch gegen den FC Schalke 04 mit 4:6 verloren.

## Gaumeister 1934–1944
| Saison  | Gaumeister Württemberg    | Abschneiden deutsche Meisterschaft | Deutscher Meister         |
| ------- | ------------------------- | ---------------------------------- | ------------------------- |
| 1933/34 | Union Böckingen           | Gruppenvierter Gruppe C            | FC Schalke 04             |
| 1934/35 | VfB Stuttgart             | Finale                             | FC Schalke 04             |
| 1935/36 | Stuttgarter Kickers       | Gruppenvierter Gruppe C            | 1. FC Nürnberg            |
| 1936/37 | VfB Stuttgart             | Dritter                            | FC Schalke 04             |
| 1937/38 | VfB Stuttgart             | Gruppendritter Gruppe C            | Hannover 96               |
| 1938/39 | Stuttgarter Kickers       | Gruppenzweiter Gruppe 3            | FC Schalke 04             |
| 1939/40 | Stuttgarter Kickers       | Gruppendritter Gruppe 4            | FC Schalke 04             |
| 1940/41 | Stuttgarter Kickers       | Gruppendritter Gruppe 4            | SK Rapid Wien             |
| 1941/42 | Stuttgarter Kickers       | Qualifikationsrunde                | FC Schalke 04             |
| 1942/43 | VfB Stuttgart             | 1. Runde                           | Dresdner SC               |
| 1943/44 | 1. Göppinger SV           | 1. Runde                           | Dresdner SC               |
| 1944/45 | kriegsbedingt abgebrochen | kriegsbedingt abgebrochen          | kriegsbedingt abgebrochen |

## Rekordmeister
Rekordmeister der Gauliga Württemberg sind die Stuttgarter Kickers, welche die Gaumeisterschaft fünfmal gewinnen konnten.
|  | Verein              | Titel | Jahr                         |
|  | ------------------- | ----- | ---------------------------- |
|  | Stuttgarter Kickers | 5     | 1936, 1939, 1940, 1941, 1942 |
|  | VfB Stuttgart       | 4     | 1935, 1937, 1938, 1943       |
|  | Union Böckingen     | 1     | 1933                         |
|  | 1. Göppinger SV     | 1     | 1944                         |

## Ewige Tabelle
Berücksichtigt sind alle Gruppenspiele der Gauliga Württemberg zwischen den Spielzeiten 1933/34 und 1943/44. Die abgebrochene Spielzeit 1944/45 wurde nicht berücksichtigt. Die Tabelle richtet sich nach der damals üblichen Zweipunkteregel.
| Pl. | Verein                       | Jahre | Sp. | S   | U  | N  | T+  | T-  | Diff. | Punkte  | Ø-Pkt. | Titel | Spielzeiten nach Kalenderjahren |
| --- | ---------------------------- | ----- | --- | --- | -- | -- | --- | --- | ----- | ------- | ------ | ----- | ------------------------------- |
| 1.  | Stuttgarter Kickers          | 11    | 198 | 142 | 22 | 34 | 693 | 285 | +408  | 306:90  | 1,55   | 5     | 1933–44                         |
| 2.  | VfB Stuttgart                | 11    | 198 | 127 | 34 | 37 | 605 | 306 | +299  | 288:108 | 1,45   | 4     | 1933–44                         |
| 3.  | Sportfreunde Stuttgart       | 11    | 198 | 91  | 34 | 73 | 488 | 413 | +75   | 216:180 | 1,09   | -     | 1933–44                         |
| 4.  | 1. SSV Ulm                   | 9     | 156 | 66  | 27 | 63 | 345 | 317 | +28   | 159:153 | 1,02   | -     | 1933–42                         |
| 5.  | Union Böckingen              | 9     | 156 | 70  | 16 | 70 | 357 | 373 | −16   | 156:156 | 1      | 1     | 1933–35, 1936–41, 1942–44       |
| 6.  | FV Ulm 1894 / TSG Ulm 1846 A | 10    | 174 | 63  | 26 | 85 | 326 | 380 | −54   | 152:196 | 0,87   | -     | 1933–36, 1937–44                |
| 7.  | Stuttgarter SC               | 9     | 162 | 60  | 31 | 71 | 342 | 379 | −37   | 151:173 | 0,93   | -     | 1933–43                         |
| 8.  | SV 1898 Feuerbach            | 9     | 156 | 49  | 23 | 84 | 288 | 408 | −120  | 121:191 | 0,78   | -     | 1933–36, 1938–44                |
| 9.  | FV Zuffenhausen              | 6     | 100 | 29  | 23 | 48 | 158 | 245 | −87   | 81:119  | 0,81   | -     | 1935–40, 1943/44                |
| 10. | VfR Aalen                    | 5     | 86  | 29  | 13 | 44 | 165 | 212 | −47   | 71:101  | 0,83   | -     | 1939–44                         |
| 11. | Sportfreunde Esslingen       | 5     | 94  | 21  | 20 | 53 | 140 | 259 | −119  | 62:126  | 0,66   | -     | 1934–38, 1940/41                |
| 12. | SpVgg Cannstatt              | 5     | 86  | 21  | 16 | 49 | 119 | 223 | −104  | 58:114  | 0,67   | -     | 1935–37, 1938–41                |
| 13. | 1. Göppinger SV              | 3     | 54  | 20  | 7  | 27 | 96  | 127 | −31   | 47:61   | 0,87   | 1     | 1934/35, 1936/37, 1943/44       |
| 14. | SSV Reutlingen               | 2     | 36  | 16  | 2  | 18 | 79  | 92  | −13   | 34:38   | 0,94   | -     | 1942–44                         |
| 15. | VfR Heilbronn B              | 3     | 36  | 12  | 4  | 20 | 74  | 112 | −38   | 28:44   | 0,78   | -     | 1933/34, 1941–43                |
| 16. | VfB Friedrichshafen          | 2     | 36  | 10  | 3  | 23 | 62  | 108 | −46   | 23:49   | 0,64   | -     | 1941–43                         |
| 17. | SpVgg Untertürkheim          | 1     | 22  | 8   | 2  | 12 | 46  | 64  | −18   | 18:26   | 0,82   | -     | 1940/41                         |
| 18. | 1. FC 08 Birkenfeld C        | 1     | 16  | 4   | 4  | 8  | 32  | 43  | −11   | 12:20   | 0,75   | -     | 1933/34                         |
| 19. | VfR Schwenningen             | 1     | 18  | 3   | 1  | 14 | 22  | 58  | −36   | 7:29    | 0,39   | -     | 1937/38                         |
| 20. | VfL Sindelfingen             | 1     | 10  | 1   | 0  | 9  | 25  | 58  | −33   | 2:18    | 0,2    | -     | 1939/40                         |

## Ligensystem
Nach Gründung der Gauliga Württemberg wurde das Ligensystem im Gau ebenfalls umstrukturiert. Die regionalen Einteilungen der unteren Ligen unterlag im Laufe des Bestehens des Sportgaus einigen Änderungen. 1935 stellte sich die Ligapyramide wie folgt dar:
| Ebene | Spielklassen des Fußballgaus Württemberg 1934/35                                                                                             | Spielklassen des Fußballgaus Württemberg 1934/35 | Spielklassen des Fußballgaus Württemberg 1934/35 | Spielklassen des Fußballgaus Württemberg 1934/35 | Spielklassen des Fußballgaus Württemberg 1934/35                                                                                     | Spielklassen des Fußballgaus Württemberg 1934/35 |
| ----- | --- | --- | --- | --- | --- | --- |
| 1     | Gauliga Württemberg 10 Mannschaften Platz 1: Qualifikation deutsche Fußballmeisterschaft Platz 9–10: Absteiger in die Bezirksklassen         | Gauliga Württemberg 10 Mannschaften Platz 1: Qualifikation deutsche Fußballmeisterschaft Platz 9–10: Absteiger in die Bezirksklassen                      | Gauliga Württemberg 10 Mannschaften Platz 1: Qualifikation deutsche Fußballmeisterschaft Platz 9–10: Absteiger in die Bezirksklassen                                 | Gauliga Württemberg 10 Mannschaften Platz 1: Qualifikation deutsche Fußballmeisterschaft Platz 9–10: Absteiger in die Bezirksklassen                    | Gauliga Württemberg 10 Mannschaften Platz 1: Qualifikation deutsche Fußballmeisterschaft Platz 9–10: Absteiger in die Bezirksklassen | Gauliga Württemberg 10 Mannschaften Platz 1: Qualifikation deutsche Fußballmeisterschaft Platz 9–10: Absteiger in die Bezirksklassen                                                   |
| 2     | Abteilung Unterland 10 Mannschaften Platz 1: Aufstiegsrunde Platz 9–10: Absteiger in die Kreisklassen                                        | Abteilung Stuttgart 10 Mannschaften Platz 1: Aufstiegsrunde Platz 9–10: Absteiger in die Kreisklassen                                                     | Abteilung Hohenzollern 10 Mannschaften Platz 1: Aufstiegsrunde Platz 9–10: Absteiger in die Kreisklassen                                                             | Abteilung Schwarzwald 10 Mannschaften Platz 1: Aufstiegsrunde Platz 9–10: Absteiger in die Kreisklassen                                                 | Abteilung Bodensee 10 Mannschaften Platz 1: Aufstiegsrunde Platz 9–10: Absteiger in die Kreisklassen                                 | Abteilung Alb 10 Mannschaften Platz 1: Aufstiegsrunde Platz 9–10: Absteiger in die Kreisklassen                                                                                        |
| 3     | 1. Kreisklasse Kreis I Nord 1. Kreisklasse Kreis I Ost 1. Kreisklasse Kreis I Süd 1. Kreisklasse Kreis V Strohgäu je Platz 1: Aufstiegsrunde | 1. Kreisklasse Kreis IV Neckar 1. Kreisklasse Kreis IV Murr 1. Kreisklasse Kreis V Stuttgart 1. Kreisklasse Kreis VI Neuenbürg je Platz 1: Aufstiegsrunde | 1. Kreisklasse Kreis V Filder 1. Kreisklasse Kreis VIII Mettingen 1. Kreisklasse Kreis VIII Somaringen 1. Kreisklasse Kreis VIII Balingen je Platz 1: Aufstiegsrunde | 1. Kreisklasse Kreis VI Calw 1. Kreisklasse Kreis VI Freudenstadt 1. Kreisklasse Kreis VII Nord 1. Kreisklasse Kreis VII Süd je Platz 1: Aufstiegsrunde | 1. Kreisklasse Kreis IX Nord 1. Kreisklasse Kreis IX Süd 1. Kreisklasse Kreis X Donau je Platz 1: Aufstiegsrunde                     | 1. Kreisklasse Kreis II Kocher-Jagst 1. Kreisklasse Kreis III Fils 1. Kreisklasse Kreis III Rems 1. Kreisklasse Kreis X Illertal 1. Kreisklasse Kreis X Ulm je Platz 1: Aufstiegsrunde |
| 4     | 2. Kreisklassen | 2. Kreisklassen | 2. Kreisklassen | 2. Kreisklassen | 2. Kreisklassen | 2. Kreisklassen |

1935 waren im Fußballgau Württemberg 661 Vereine mit insgesamt 1440 Mannschaften gemeldet.